# D.C.II P.S. 〜ダ・カーポII〜 プラスシチュエーション
『D.C.II P.S. 〜ダ・カーポII〜 プラスシチュエーション』は、2008年5月29日に CIRCUSから発売された、PCゲーム『D.C.II 〜ダ・カーポII〜』のPS2用コンシューマー移植版。2009年6月25日には廉価版『D.C.II P.S. 〜ダ・カーポII〜 プラスシチュエーション KADOKAWA THE Best』として発売された。
本作品の追加要素をそのままに再びPC版へと移植したD.C.II P.C. 〜ダ・カーポII〜 プラスコミュニケーションとPSP版ならびにPS Vita版へと移植されるD.C.I&II P.S.P 〜ダ・カーポI&II〜 プラスシチュエーション ポータブルについても本項目で扱う。

## 概要
新たに花咲茜と沢井麻耶と高坂まゆきが攻略可能になった。さらに、新しくエリカ・ムラサキ、小鳥遊まひる、アイシアが追加されている。既存攻略可能キャラにこれら6人を加えると12人になるが、「総計12人『以上』の攻略キャラクター」とアナウンスされており、公式サイト等発売前情報で公表されている以外にも隠し攻略可能キャラがいる。既存キャラのキャストについてはアニメ版に準拠している。
『D.C.II 〜ダ・カーポII〜』からの変更点は、キャラクターの新規追加、既存キャラのHシーンのカット、声優陣の一新（アニメ版の声優）、従来のキャラの新規シナリオ・イベント絵追加、新規挿入歌を追加である。また、新規ルートとして第1部に生徒会編とSSP（セクシー寿司パーティ）編、第2部に冬休み補習編と生徒会合宿編が追加されている。他、Da capoシナリオの解禁条件が全ヒロインのシナリオのクリアから音姫・由夢のシナリオのクリアに変更され、音姫と由夢のシナリオはエンディング後にエピローグへ入らずタイトルに戻るようになった。そしてDa capoシナリオクリア後、タイトルに音姫と由夢のエピローグが見られるal fineが追加され、タイトル画面が夜から朝になる。なお、第2部が終わり、第3部に入る時にディスクの交換が必要となる。
DXパック、通常版の2種リリースであり、DXパックはディスク5枚組の構成になっている。ディスク内容はゲーム本編ディスク2枚の他にゲーム外伝『春風P.S. 〜プラスシチュエーション〜』（『春風のアルティメットバトル!』のP.S.版）、アニメーションDVD（TVアニメ『D.C.II 〜ダ・カーポII〜』Remix-DVD）、D.C.II P.S.オリジナルサウンドトラックとなっている。なお、予約特典はらぶらぶボイスキーホルダーであった。

## 製作過程
本作の製作が決定したのは2007年の6、7月であった為、製作期間は約1年間であった。製作スタッフはほぼ『D.C.II Spring Celebration 〜ダ・カーポII〜 スプリング セレブレイション』とほぼ同様のメンバーである。製作テーマは「『D.C.II 〜ダ・カーポII〜』の世界観を維持しながら物語の幅をどこまで持たせるか」であった。
『D.C.P.S. 〜ダ・カーポ〜 プラスシチュエーション』が「新ヒロインのキャラクター性で作品の幅が広がった事」と対照的に本作は「新ヒロインの物語性で作品の幅を広げた」と原画を担当したたけうちこうたは語っている。
移植に伴い既存のCGの書き直しや新規CGの追加を行った為、CG総数は200枚以上、差分を含めると1000枚以上のグラフィックが収録され、ディレクターの雨野智晴は過去のCIRCUS作品の中で最大の容量になった事を明かした。
音声収録はテレビアニメ第1期と第2期の間に行ったという。また、テキスト量は『D.C.II 〜ダ・カーポII〜』は約3.5MBであったが本作は約8MBに増加したので音声収録は約2ヶ月かけて行ったという。

## スタッフ
- エグゼクティブプロデューサー：tororo
- プロデューサー：五十畑昌
- ディレクター：雨野智晴
- 作画監督：たにはらなつき
- 原画：たにはらなつき、ちのちもち、みつまむ、かゆらゆか、えこ、立羽、鷹乃ゆき
- シナリオ：たけうちこうた、雨野智晴、望月JET、桑原文彦
- 音楽：猫野こめっと

## D.C.II P.C. 〜ダ・カーポII〜 プラスコミュニケーション
D.C.II P.C. 〜ダ・カーポII〜 プラスコミュニケーションは、2008年12月26日に発売されたPC用恋愛アドベンチャーゲーム。D.C.II P.S. 〜ダ・カーポII〜 プラスシチュエーションで追加された要素をそのままに、再び18禁シーンとCGを追加しWindows用に再移植したもの。
声優は、元のPC版出演者に戻した上で新規収録が行われ、『D.C.II 〜ダ・カーポII〜』に登場しなかったキャラクターは新規声優がキャスティングされた。
2009年12月18日に発売された『D.C.II Fall in Love 〜ダ・カーポII〜 フォーリンラブ』の限定セット『D.C.II 〜ダ・カーポII〜 ご入学・ご卒業セット』、2012年3月14日に発売された『D.C.II P.C. 〜ダ・カーポII プラスコミュニケーション〜D.C.IIIスターターパック〜』に同梱されている。

## D.C.I&II P.S.P. 〜ダ・カーポI&II〜 プラスシチュエーション ポータブル
D.C.I&II P.S.P. 〜ダ・カーポI&II〜 プラスシチュエーション ポータブルは、2010年10月28日に発売されたPSP用恋愛アドベンチャーゲーム。PS2用ゲーム、D.C.P.S. 〜ダ・カーポ〜 プラスシチュエーションとD.C.II P.S. 〜ダ・カーポII〜 プラスシチュエーションをPSPに移植したもの。本編に使用されている文字はリョービ製のフォントを使用している。なお、移植実作業はアルカディア・プロジェクトによるものとなっており、開発元がサーカスとアルカディア・プロジェクトの連名となっている。
D.C.II P.S. 〜ダ・カーポII〜 プラスシチュエーションとは隠しヒロインのシナリオに入るための条件が少し違っている。また、一部セリフテキストとボイスが合っていない。
サーカス通販限定プラチナパック、DXパック、通常版の3種リリースであり、プラチナパックに同梱されているBlu-ray DiscにOVAが収録されている。
2013年4月25日にSony Entertainment Network（現:PlayStation Network）からダウンロードにて提供する形でPS Vita版の発売が開始された。

## 不具合
PS2版において、DXパックに同梱されているアニメーションDVDと、サウンドトラックの一部にパッケージとディスク盤面に傷が付いている不良品があった為に、該当品の交換を行っていた。2008年12月31日の消印をもって終了した。
PSP版において、パッケージ・説明書・各種特典の一部に誤植が発見され、公式サイトに角川書店とサーカスの連名で謝罪文が掲載された。

## 主題歌
オープニングテーマ
グランドオープニングテーマ・第3部オープニングテーマ『ダ・カーポII 〜あさきゆめみし君と〜』
作詞・作曲：tororo、編曲：Angel Note、歌：yozuca*
第1部オープニングテーマand挿入歌『beautiful flower』
作詞・作曲・編曲：宇佐美宏、歌：美郷あき
第2部オープニングテーマ『Especially』
作詞：くみはし佑、作曲・編曲：宇佐美宏、歌：橋本みゆき
エンディングテーマ
グランドエンディングテーマ『Spring has come』
作詞・作曲：rino、編曲：大久保薫、歌：rino
白河ななかルートエンディングテーマ『まぶしくてみえない』
作詞・作曲：BABY FACE、編曲：鈴木マサキ、歌：yozuca*
雪村杏、月島小恋ルート、エンディングテーマED曲『Little Distance』
作詞：RUCCA、作曲：中野慎也、編曲：稲田昌宏（Alchemy+）、歌：桃田佳世子
朝倉音姫、朝倉由夢ルートエンディングテーマ『If... 〜I wish〜』
作詞：RUCCA、作曲・編曲：宇佐美宏、歌：美郷あき
天枷美夏ルートエンディングテーマ『仰げば尊し』
歌：風見学園一同（D.C.II P.S.） / （D.C.II P.C.）
花咲茜、沢井麻耶ルートエンディングテーマ『1sec.』
作詞：ゆうまお、作曲・編曲：太田雅友 歌：瀬名
高坂まゆき、エリカ・ムラサキルートエンディングテーマ『ラブソングを君に』
作詞：rino、作曲：虹音、編曲：安藤聖、歌：rino
小鳥遊まひる、アイシアルートエンディングテーマ『さよならの向こう側で』
作詞：ゆうまお、作曲：津上潤也、編曲：大久保薫、歌：美郷あき

## 挿入歌
『Time will shine』
作詞：原口知己、作曲・編曲：稲田昌宏、歌：Alchemy+
『Cloudy』
作詞：rino、作曲・編曲：末廣健一郎、歌：yozuca*
挿入歌『Tomorrow's Way 〜アツイナミダ〜』
作詞・作曲：rino、編曲：虹音、歌：橋本みゆき

## 関連商品

### 書籍
D.C.II P.S. 〜ダ・カーポII〜 プラスシチュエーション公式ビジュアルガイド
2008年6月26日発売。角川書店発行。編集はコンプティーク、原作はCIRCUS、ISBN 978-4-04-707242-8。
表紙にはエリカ・ムラサキ、朝倉由夢が描かれている。イラストはたにはらなつきが手掛けている。
版権イラスト、各キャラクター紹介、各キャラクターのCG、メインキャストインタビュー、ストーリーフローチャート、スタッフインタビューが収録されている。

### 小説
- 沖田和彦 『D.C.II P.C. 〜ダ・カーポII〜 プラスコミュニケーション』 パラダイム〈PARADIGM NOVELS〉、全6巻 
  1. D.C.II P.C. 〜ダ・カーポII〜 プラスコミュニケーション まゆきの空（2009年4月29日） ISBN 978-4-89490-907-6
  2. D.C.II P.C. 〜ダ・カーポII〜 プラスコミュニケーション 茜への贈り物（2009年6月30日） ISBN 978-4-89490-915-1
  3. D.C.II P.C. 〜ダ・カーポII〜 プラスコミュニケーション 夜中のまひる（2009年8月29日） ISBN 978-4-89490-923-6
  4. D.C.II P.C. 〜ダ・カーポII〜 プラスコミュニケーション 麻耶とともだち（2009年10月25日） ISBN 978-4-89490-931-1
  5. D.C.II P.C. 〜ダ・カーポII〜 プラスコミュニケーション エリカの星（2009年12月25日） ISBN 978-4-89490-939-7
  6. D.C.II P.C. 〜ダ・カーポII〜 プラスコミュニケーション 永遠のアイシア（2010年2月25日） ISBN 978-4-89490-947-2

### 音楽CD
『D.C.II P.S. 〜ダ・カーポII〜 プラスシチュエーション ボーカルアルバム』
歌：美郷あき、rino、瀬名、橋本みゆき、yozuca*
本作で新規収録の楽曲が収録されている。